# Rhizorhagium roseum
Rhizorhagium roseum is een hydroïdpoliep uit de familie Bougainvilliidae. De poliep komt uit het geslacht Rhizorhagium. Rhizorhagium roseum werd in 1874 voor het eerst wetenschappelijk beschreven door Sars. 